# پینک کی. هسکل
پینک کی. هسکل (به انگلیسی: Floyd K. Haskell) سناتور سابق عضو حزب دموکرات ایالات متحده آمریکا بود. وی در سال ۱۹۷۳ تا ۱۹۷۹ میلادی سناتور ایالت کلرادو در سنای ایالات متحده آمریکا بود.